# Ronnie James Dio
Ronnie James Dio (narozen jako Ronald James Padavona, 10. července 1942, Portsmouth, New Hampshire, USA – 16. května 2010 Los Angeles, Kalifornie), byl americký metalový zpěvák s italskými kořeny, který je známý především účinkováním ve skupinách Black Sabbath, Rainbow, Elf a ve své vlastní skupině Dio. Jeho dalším projektem je organizace Hear 'n Aid. Je považován za jednoho z nejschopnějších a technicky nejnadanějších heavymetalových zpěváků všech dob. Proslulý silným hlasem a zpopularizováním znamení „rohů ďáblových“ v metalové kultuře. Před smrtí byl zapojen do projektu se členy Black Sabbath Tony Iommi, Geezer Butler a Vinny Appice, kteří vystupovali pod názvem Heaven and Hell. Ronnie zemřel 16. května 2010 na rakovinu žaludku. Vystupoval například ve filmu Králové ro(c)ku, kde hrál sebe samého – metalového boha, k němuž se hlavní hrdina modlil. Na Festivalu Masters of Rock 2010 ve Vizovicích byla po něm na jeho počest pojmenováno hlavní pódium.

## Kariéra

### Začátky
Diova hudební kariéra začala v roce 1957, když několik Cortlandských hudebníků založilo skupinu The Vegas Kings, která se krátce po založení přejmenovala na Ronnie and the Rumblers. Členové této skupiny byli: Ronald James Padavona (později známý jako Ronnie James Dio ) jako basový kytarista, zpěvák Billy DeWolfe, kytarista Nick Pantas, bubeník Tom Rogers a saxofonista Jack Musci.
V roce 1958, společně s několika personálními změnami, skupina opět mění název na Ronnie and the Red Caps. V této skupině již Padavona nahradil zpěváka DeWolfa. Skupinu také opustil saxofonista Jack Musci. Skupina pod tímto názvem vydala dva singly: „Lover“ / „Conquest“ a druhý „An Angel Is Missing“ / „What'd I Say“.
V roce 1961 skupina znovu mění název, tentokrát na Ronnie Dio and the Prophets. Skupině tento název vydržel až do roku 1967 a v tomto období skupina vydala několik singlů a jedno album.
V roce 1967 se skupina rozpadá a vzniká nová, s názvem The Electric Elves později jen The Elves a nakonec se jménem, které kapelu nejvíce proslavilo, Elf. Skupina se rozpadá v roce 1976, dva roky po zformování Rainbow.

### Rainbow

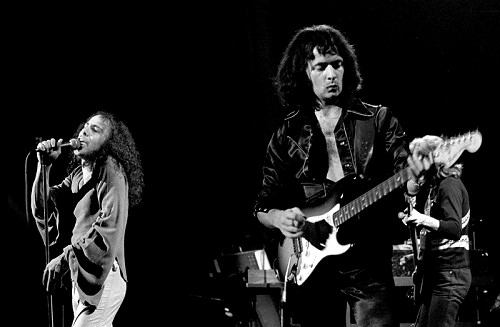
Se skupinou Rainbow (Ronnie vlevo) v Oslu v Norsku v roce 1977

V roce 1974 přizval dřívější kytarista skupiny Deep Purple Ritchie Blackmore Ronnieho a další členy skupiny Elf do své nové kapely s názvem Rainbow. S Rainbow nazpíval 3 studiová alba a mnoho dalších nahrávek. Ve skupině ho v roce 1979 nahradil Graham Bonnet.

### Black Sabbath
V roce 1979, po odchodu/vyhazovu Ozzy Osbournea byl přijat do heavy metalové skupiny Black Sabbath. Jeho první album s touto kapelou bylo Heaven and Hell z roku 1980. Ze skupiny v roce 1982 odešel a s ním i bubeník Vinny Appice. V roce 1991 se na krátkou dobu ke skupině znovu vrátil aby nahrál pravděpodobně nejtvrdší album „Dehumanizer“.

### Dio
Po odchodu z Black Sabbath založil spolu s Vinny Appicem a Jimmy Bainem skupinu Dio, se kterou hrál, s přestávkou, kdy se vrátil do Black Sabbath, až do své smrti v květnu 2010.

## Přehled skupin
- The Vegas Kings (1957–1958)
- Ronnie & The Rumblers (1958)

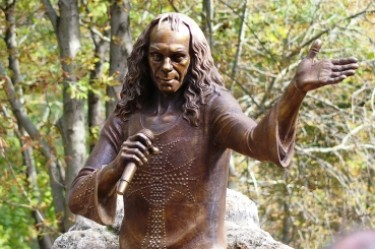
Diova socha v bulharském městě Kavarna

- Ronnie and the Red Caps (1958–1961)
- Ronnie Dio and the Prophets (1961–1967)
- The Electric Elves (1967–1969)
- The Elves (1969–1970)
- Elf (1970–1976)
- Rainbow (1974–1979)
- Black Sabbath (1979–1982,1992)
- Dio (1982–1991)
- Dio (1993–2010)
- Heaven and Hell (2006–2010)

## Diskografie

### Ronnie Dio & The Prophets
- Dio At Domino's (1963)

### The Elves
- Live At The Beacon (1971)

### Elf
- Live At The Bank (1972)
- Elf (1972)
- Live! And My Soul Shall Be Lifted (1973)
- Carolina County Ball (1974)
- The History Of Syracuse Music Vol. VI (1974)
- Trying to Burn the Sun (1975)
- The Gargantuan Elf Album (1978)
- 20 Years Of Syracuse Rock (1989)
- The Elf Albums (1994)

### Rainbow
- Ritchie Blackmore's Rainbow (1975)
- Rising (1976)
- On Stage (1977)
- Long Live Rock 'n' Roll (1978)
- Finyl Vinyl (1986)
- Live in Germany 1976 (1990)
- Ritchie Blackmore: Rock Profile Volume Two (1991)
- Live In Munich 1977 (2006)
- Deutschland Tournee 1976 (2006)
- Live In Cologne (2007)
- Live In Düsseldorf (2007)
- Live In Nurnberg (2007)
- The Polydor Years: 1975–1986 (2007)

### Black Sabbath
- Heaven and Hell (1980)
- Black And Blue (VHS) (1980)
- Heavy Metal: Music from the Motion Picture (1981) (jedna skladba "The Mob Rules")
- Mob Rules (1981)
- Live Evil (1982)
- Dehumanizer (1992)
- Black Sabbath: The Dio Years (2007)
- Live at Hammersmith Odeon (2007)
- The Rules of Hell (Boxed Set) (2008)

### Dio
- Holy Diver (1983)
- The Last in Line (1984)
- Sacred Heart (1985)
- Intermission (1986)
- Dream Evil (1987)
- Lock up the Wolves (1990)
- Dio – Sacred Heart: The DVD (1991)
- Diamonds – The Best of Dio
- Strange Highways (1994)
- Angry Machines (1996)
- Inferno – Last in Live (1998)
- Magica (2000)
- The Very Beast of Dio (2000)
- Killing the Dragon (2002)
- Master of the Moon (2004)
- We Rock ~ Dio (DVD 2005)
- Evil or Divine – Live In New York City (2005)
- Holy Diver – Live (2006)

### Heaven and Hell
- Live from Radio City Music Hall (2007)
- The Devil You Know (2009)